# Gromo
Gromo é uma comuna italiana da região da Lombardia, província de Bérgamo, com cerca de 1.225 habitantes. Estende-se por uma área de 20 km², tendo uma densidade populacional de 61 hab/km². Faz fronteira com Ardesio, Gandellino, Oltressenda Alta, Valbondione, Valgoglio, Vilminore di Scalve.
Faz parte da rede das Aldeias mais bonitas de Itália.

## Demografia
| Variação demográfica do município entre 1861 e 2011                               |
|                                                                                   |
| Fonte: Istituto Nazionale di Statistica (ISTAT) - Elaboração gráfica da Wikipedia |